# Elisabeth van Houts
Pour les articles homonymes, voir van Houts.
Elisabeth van Houts, née le 15 septembre 1952 à Zaandam, aux Pays-Bas, est une historienne néerlando-britannique, spécialisée dans l'histoire de l'Europe médiévale.

## Biographie
Après avoir obtenu son doctorat à l'université de Groningue (Pays-Bas), Elisabeth van Houts part pour Cambridge (Angleterre), où elle enseigne l'histoire médiévale. Professeur honoraire d'histoire européenne médiévale au Emmanuel College, l'un des collèges de l'université de Cambridge, Elisabeth van Houts est membre (fellow) de la Royal Historical Society.

## Publications sélectives
- Gesta Normannorum Ducum. Een studie over de handschriften, de tekst, het Geschiedwerk en het genre, Groningen, 1982.
- The Gesta Normannorum Ducum of William of Jumièges, Orderic Vitalis and Robert of Torigni, 2 vol., Oxford 1992-5.
- Local and Regional Chronicles, Typologie des Sources du Moyen Âge Occidental, 74, Turnhout, 1995.
- Memory and Gender in Medieval Europe 900-1200, 1999.  (ISBN 9780333568590)
- History and Family Traditions in England and the Continent 1000-1200, Variorum Collected Studies Series, Aldershot, 1999.  (ISBN 0860787834)
- The Normans in Europe, Manchester Medieval sources, Manchester, 2000.  (ISBN 9780719047510)
- Medieval Memories. Men, Women and the Past 700-1300, Women and Men in History, London, 2001.  (ISBN 9780582369023)
- A Companion to the Anglo-Norman World (avec C. Harper-Bill), Woodbridge, 2003.  (ISBN 0851156738)
- Exile in the Middle Ages (avec L. Napran), International Medieval REsearch, vol. 13, Turnhout, 2004.  (ISBN 9782503514536)
- A Social History of England 900-1200 (avec J. Crick), Cambridge, 2011.  (ISBN 9780521713238)
- Medieval Writings on Secular Women (avec P. Skinner), Penguin Classics, London, 2011.  (ISBN 9780141439914)
- Married Life in the Middle Ages, 900-1300, Oxford, 2019.  (ISBN 9780198798897)